# Odontopera contaminata
Odontopera contaminata är en fjärilsart som beskrevs av Louis Beethoven Prout 1915. Odontopera contaminata ingår i släktet Odontopera och familjen mätare. Inga underarter finns listade i Catalogue of Life.